# Jan z Salerno
Jan z Salerno (ur. ok. 1190 w Salerno; zm. 1242 we Florencji) – błogosławiony Kościoła katolickiego, włoski dominikanin.

## Życiorys
Już po przyjęciu święceń kapłańskich, pod wpływem mów Reginalda z Orleanu wstąpił do zakonu dominikanów w 1219 r. Do zakonu przyjął go sam Dominik Guzmán, a następnie wysłał go do Florencji w celu założenia klasztoru Santa Maria Novella. Założył również klasztor dla dominikanek w okolicach Ripoli.
Jego kult zatwierdził Pius VI 2 kwietnia 1783 r.